# Pellegrini-Vianesi
I Pellegrini-Vianesi (oggi Pellegrini) sono una famiglia di musicisti italiani attiva da sette generazioni. Alla stessa famiglia appartiene il letterato italiano Francesco Carlo Pellegrini (Livorno 18 ottobre 1856 – Firenze 30 dicembre 1929).

## Giuseppe Vianesi
Giuseppe Vianesi (Pistoia 1799 - Lucca 1883) è stato un musicista italiano.
Oboista, compositore, maestro di canto, direttore d'orchestra,

Giuseppe Vianesi
 fu allievo dal 1818 al 1821 dell'allora Liceo Musicale di Bologna,
una delle più importanti istituzioni musicali europee del suo tempo. Il Liceo Musicale di Bologna fu fondato nel 1798, sotto la Repubblica Cisalpina, trasformando in istituzione scolastica liceale la precedente gloriosa Accademia Filarmonica di Bologna; successivamente, il Liceo si scisse di nuovo nel Conservatorio Giovanni Battista Martini e la stessa Accademia Filarmonica, entrambi tuttora esistenti.
Giuseppe Vianesi fu compagno di studi, presso il sopradetto Liceo Musicale, di Gioachino Rossini e Gaetano Donizetti. Studiò contrappunto con Padre Stanislao Mattei (1750-1825), musicista, compositore e maestro di musica celeberrimo che fu, a sua volta, compagno di studi di Johann Christian Bach (1735-1782, uno dei figli di Johann Sebastian Bach) e di Wolfgang Amadeus Mozart, con lui allievi alla suddetta Accademia di Bologna di Padre Giovanni Battista Martini (1706-1784), di cui Padre Mattei fu successore.
Giuseppe Vianesi diresse una compagnia operistica
in cui si esibivano i figli Augusto, Callisto, Alcibiade, Odoardo, Enrico e Ida, compagnia attiva per esempio a Parma a metà dell'Ottocento..
Lavorò poi a Livorno al “Teatro Massimo”, secondo il DEUMM.
Un suo Valzer de' Rusignoli in La maggiore per orchestra è conservato alla Biblioteca Nazionale Braidense così come alcune composizioni del figlio Augusto Vianesi (v. sotto).
Si trova traccia di Giuseppe Vianesi nel volume di Giovanni Masutto I Maestri di Musica italiani del sec. XIX: "VIANESI GIUSEPPE, maestro di canto e di pianoforte ed oboista, nacque a Pistoja [sic] nel 1799 e morì a Lucca negli ultimi di maggio 1883. Fu allievo del Mattei a Bologna; fu condiscepolo di Rossini ed amico di Donizetti e Bellini. Finiti i suoi studi si stabilì in Livorno e potè, col suo felice ingegno, dedicarsi all'insegnamento del canto. Fu per molti anni professore d’Oboè al principale
teatro".
Elena Tronci (1797 - ?), moglie di Giuseppe Vianesi, apparteneva alla celebre famiglia pistoiese di fabbricanti di organi (Tronci, poi Agati-Tronci) fondata alla metà del 1700. Elena era infatti figlia di Marco Tronci (1770 - 1833) a sua volta figlio di Filippo Tronci (1717 - 1788). 
La attuale famiglia Tronci oggi gestisce la nota fabbrica di percussioni UFIP, a Pistoia.

## Augusto Vianesi
Augusto Vianesi (Livorno 2 novembre 1827 - New York 1907) è stato un musicista, compositore e direttore d'orchestra italiano di fama internazionale, naturalizzato cittadino francese nel 1885.
Figlio di Giuseppe Vianesi, Augusto Vianesi

ebbe una notevole carriera internazionale come compositore, trascrittore e, soprattutto, direttore d'orchestra
Diresse, tra l'altro, la prima rappresentazione italiana del Tannhauser di Wagner (Trieste 1878, Teatro Grande, oggi Teatro Verdi), la prima esecuzione nel Regno Unito del Lohengrin (Royal Opera House, Covent Garden, 8 maggio 1875)
,
la prima americana di Cavalleria Rusticana di Pietro Mascagni e la prima americana del Faust di Charles Gounod al New York Metropolitan (1891 e 1893).
Allievo di Giovanni Pacini e Theodor Döhler, nel 1857 Augusto Vianesi nel 1859 lavorò al Drury Lane di Londra e successivamente a Mosca (Teatro Imperiale), S.Pietroburgo, Madrid, Liverpool, poi di nuovo a Londra al Covent Garden, a Philadelphia e in molte altre città americane, tornando nel 1887 a Parigi come ventiseiesimo Primo Direttore all'Opéra (teatro fondato nel 1669). Qui fu nominato Cavaliere della Legion d'onore
. A proposito di questo rilasciò un'intervista all'Associated Press nel 1891 riportata dal sito Historic Opera in cui collega questo fatto con l'incarico svolto a Parigi. 
Tornò quindi a dirigere fino al 1891. Diresse per esempio, in questo periodo, la millesima rappresentazione de Gli Ugonotti di Giacomo Meyerbeer.
Alcune sue composizioni, tra cui una ventina di romanze edite da Lonsdale, Londra, sono oggi reperibili presso la Bibliomediateca dell'Accademia Nazionale di Santa Cecilia.
Così riporta Giovanni Masutto ne I Maestri di Musica italiani del sec. XIX, Venezia, 1882, scritto quindi quando il Vianesi era ancora in vita: "Iniziato allo studio della musica dal padre, a sua volta allievo del celebre padre Stanislao Mattei, compì i suoi studi con Pacini a Lucca e col pianista Dohler. Fu direttore e maestro della Banda del 1° Regg.° Granatieri di Sardegna, quindi maestro civico a Casale Monferrato e finalmente, consigliato dall’esimia Giuditta Pasta che l'onorava di un affetto quasi materno, si recò a Londra ove nel 1857 cominciò la sua luminosa carriera di Direttore d'orchestra. Diresse i teatri Imperiali di Mosca, Pietroburgo, Londra, Madrid, Barcellona, Liverpool [...]e accettò l'impegno di dirigere l’opera Tannhauser a Trieste, in quella città che incoraggiò i suoi primi passi nell’arte musicale allorchè fu con suo padre al teatro Filarmonico con una compagnia di fanciulli toscani per rappresentare le opere: Il Barbiere di Siviglia, Don Pasquale e la Cenerentola, in cui il Vianesi sostenne le parti di Figaro, Don Pasquale e Don Magnifico. Nel 1869 successe a Michele Costa nella Direzione dell’opera italiana al regio teatro Covent Garden di Londra ove rimase per dieci anni. Fu in intime relazioni con Rossini, Meyerbeer, Pacini, Donizetti, Coccia, Feliciano David, Riccardo Wagner, Luigi e Federico Ricci e tuttora lo è con Verdi, Ambroise Thomas, Gounod, ecc. Il Vianesi è in tutta Europa il Direttore di orchestra più conosciuto e si è formato quindi una onorifica e ricca posizione a Londra. Egli ebbe sotto la sua direzione la Grisi, la Persiani, Viardot Garcia, P. Alboni, la Krauss, la Penco, le sorelle Marchisio, Fricci, la Patti, la Belval, l’Albani, la Scalchi, la Sass, la Ungher, Mario,
Tamberlick, Calzolari, Gayarre, Nicolini, De Bassini, Faure, Graziani, Maurel, Cotogni, Sivori, Bazzini, Old Bull, Wienawsky, Wilhelmy, Joachim, Ciardi, Briccialdi, Bimboni, Piatti, Davidoff, Bottesini, Rubinstein,
Jagll, Vieuxtemps ecc.
S. M. l'Imperatore di Russia lo nominò con decreto reale maestro di Cappella degli stabilimenti musicali di Russia e membro del Giurì per la stagione musicale all’Esposizione di Londra[...]. Oltre d’essere un ottimo Direttore di
orchestra è anche un direttore artistico tecnico".

## Ida Vianesi
Ida Vianesi (Livorno 1826 – 1896) è stata una cantante lirica italiana.
Nota in Italia nella metà dell'Ottocento, figlia di Giuseppe Vianesi e sorella di Augusto Vianesi, sposò Aristide Pellegrini Nella sua breve ma fortunata carriera, Ida Vianesi eseguì tra l'altro l'Elisir d'Amore e il Betly di G. Donizetti, Il Barbiere di Siviglia di G. Rossini, Il ritorno di Columella dagli studi di Padova (anche detta Il ritorno di Pulcinella dagli studi di Padova o Il Ritorno di Pulcinella da Padova) di Vincenzo Fioravanti (Napoli, Teatro Nuovo 27 dicembre 1837
e altre opere.

## Giulio Pellegrini
Giulio Pellegrini (Livorno 1850-1923) è stato un musicista polistrumentista italiano.
Figlio di Aristide Pellegrini e Ida Vianesi, studiò musica con la madre e pianoforte, organo, timpani e direzione all'Istituto Musicale di Livorno, fondato il 1º aprile 1875 da Alfredo Soffredini (Livorno 1854 - Milano 1923)
,
istituto per il quale esercitò il ruolo di Cassiere
.
Lo stesso Soffredini dedicò a Giulio Pellegrini alcune composizioni.
Organista della Chiesa di S. Caterina in Livorno, fu amico di Amilcare Ponchielli e del giovane Pietro Mascagni: da P. Mascagni stesso ricevette la dedica della Prima Sinfonia in fa maggiore..
Giulio Pellegrini collaborò spesso con il giovane Pietro Mascagni, come per esempio per l'allestimento della prima rappresentazione della Cantata In Filanda (Livorno, Casinò di S. Marco o dei Floridi, 1881) (composizione successivamente confluita nell'opera mascagnana Pinotta) in cui fu protagonista la sorella Enrichetta, soprano. Partecipò poi all'allestimento di altre opere del giovane Pietro Mascagni: per esempio, fu ai timpani alla prima esecuzione della Cantata Alla Gioia a Livorno, Teatro degli Avvalorati, 27 marzo 1882; si ha documentazione poi di una Messa mascagnana eseguita nella chiesa di Santa Caterina in Livorno “mercé le cure dell'egregio organista signor Giulio Pellegrini” contenente un Mottetto composto a Milano per l'occasione dallo stesso Pietro Mascagni (23 giugno 1882) e un'altra Messa mascagnana eseguita nella stessa chiesa con l'allestimento di Giulio Pellegrini il 7 ottobre 1883.
A. Soffredini, nel quotidiano livornese Il Telegrafo (8 ottobre 1883), racconta della Messa eseguita sotto la direzione di Mascagni per la festa di S. Maria del Rosario: “l'organista amico Pellegrini ha saputo ottenere un'esecuzione eccellente”.
Nel 1885 P. Mascagni ridusse per Giulio Pellegrini la romanza per tenore e orchestra Il Re a Napoli (1884) su parole di Andrea Maffei (prima rappresentazione: Teatro Goldoni, Livorno, 12 ottobre 1884). Giulio Pellegrini fu poi organista presso la chiesa dei Cappuccini) a Livorno, in Borgo Cappuccini, fino alla morte.

## Enrichetta Pellegrini
Enrichetta Pellegrini (Livorno 1858-1888) è stata una cantante lirica italiana.
Come soprano, eseguì alcuni lavori giovanili di Mascagni. Fu protagonista della prima esecuzione della cantata In Filanda
di Pietro Mascagni con Giulio Pellegrini ai timpani e l'altro fratello Adolfo Pellegrini (1862-1922), secondo violino, diretta da Arturo Soffredini con Pietro Mascagni al pianoforte. Così Pietro Mascagni scrisse a Enrichetta: “Se la mia Cantata In Filanda non è giunta sgradita all'orecchio dell'uditorio cortese, principale merito ne ha certo lo zelo e l'abilità da Lei dimostrati... né il tempo, né ciò che può avvenirmi nella vita cancelleranno nel mio cuore la viva riconoscenza ...sinceri rallegramenti per l'elegante interpretazione da Lei data alla mia musica, il di cui autore sarebbe sempre felice ottenerne consimili.” Pietro Mascagni dedicò a Enrichetta Pellegrini il Pater Noster “volgarizzato da D. Capellina, messo in musica da P. Mascagni per soprano e accompagnamento di quintetto a corda” composto il 12 novembre 1880 e “dedicato alla gentilissima signorina E. Pellegrini”, eseguito per la prima volta il 22 novembre 1882 al suddetto istituto musicale livornese “Cherubini”.
Enrichetta Pellegrini eseguì tra l'altro lo Stabat Mater di G. Rossini (Teatro Avvalorati, Livorno, 9 febbraio 1880, teatro oggi scomparso)
.
Morì del parto del figlio primogenito Aristide Ghetti (1888-1970).

## Paolo Pellegrini
Paolo Pellegrini (Livorno 1891-1955) è stato un musicista e compositore italiano.
Figlio di Giulio Pellegrini e Carlotta Toccafondi (1858-1895), Paolo Pellegrini fu insegnante di musica, compositore di pezzi sacri, per pianoforte e voce e per pianoforte, organista e pianista.
Allievo dei genitori Ida Vianesi e di Giulio Pellegrini secondo la traduzione della “musica in casa” poi di Arturo Soffredini all'Istituto musicale livornese “Cherubini”, sposò Anna Constantini, appartenente a une delle numerose famiglie di origine greca (come i Rodocanacchi, i Mimbelli, i Maurogordato o Maurocordato, ecc.) stabilitesi a Livorno, allora porto franco, per salvarsi dall'invasione turca o per motivi commerciali.
Paolo Pellegrini pubblicò: Tre Composizioni (Melodia e Stornelli per piano e canto, Romanza per pianoforte
), stampato in Firenze a cura dello stab. grafico musicale G.Mignani & Figlio; l'operina per voci bianche Il Piccolo Martire "in 1 atto e 2 parti", su libretto proprio (rappresentata a Livorno, Teatro dei Gesuiti e a Firenze, Istituto Stensen, 1911). Compose inoltre una Messa in prigionia (Somorja, Ungheria, oggi Šamorín, Slovacchia, 1916, eseguita lì con un gruppo di prigionieri nel 1917 e a Livorno, Natale 1920) e Preghiera a Maria, notevole nel suo impianto armonico impressionista e moderno in cui riecheggiano sonorità mascagnane i cui manoscritti autografi appartengono alla collezione della famiglia livornese Pellegrini. Ancora durante a prigionia a Somorja compose alcuni brani da camera come il valzer Vaghi Ricordi scritto il 20 luglio 1917 ed eseguito il 16 settembre 2014 da Nagy Szilárd, giovane allievo della Scuola elementare d'arte Štefan Németh. Abbracciata la carriera militare, Paolo Pellegrini raggiunse il grado di Tenente Colonnello di Fanteria e fu insignito della Croce al Merito di Guerra. Scrisse la Marcia d'Ordinanza del 202º Reggimento del Regio Esercito Italiano (eseguita tra l'altro alla presenza del Generale Cadorna) e l'Inno dell'11ª Armata.
Pubblicò un Manualetto del Cantore - Riassunto di nozioni pratiche di Musica e Canto oggi disponibile presso la Biblioteca Labronica di Livorno e presso la Biblioteca Nazionale Centrale di Firenze.

## Pierluigi Pellegrini
Pierluigi Pellegrini (Livorno 1920 - Firenze 2013) è stato un musicista italiano.
Fratello di Gianfranco e figlio di Paolo Pellegrini, violinista e pianista, Pierluigi Pellegrini è stato allievo, come da tradizione familiare, della mamma Anna Constantini e dal babbo Paolo Pellegrini, poi di Giulio Compare, violinista che ebbe un momento di celebrità partecipando al Festival di Sanremo del 1960 con la canzone Quando Vien la Sera (parole di Alberto Testa, cantata da Joe Sentieri e Wilma De Angelis), poi del M.° Simonetti. Pierluigi Pellegrini vinse inoltre l'edizione di Lascia o raddoppia? nel 1956 presentandosi sulla Lirica e divenendo una delle prime “vittime” delle gaffe di Mike Bongiorno: alla domanda finale del famoso gioco televisivo a premi, infatti, la “domanda in cabina”, fu mandata in onda l'aria Tu Sul Labbro Dei Veggenti dal Nabuccodonosor di Giuseppe Verdi (il regolamento permetteva, per la domanda finale, la possibilità di portare un esperto in cabina: Pierluigi Pellegrini, ostentando sicurezza, portò una ragazzina, figlia di amici). Il Pellegrini esclamò sicuro: "È il Nabucco!" Ma Mike Bongiorno rispose: "Peccato! Non è il Nabucco: è il Nabuccodonosor!". Il “notaio” della trasmissione attribuì a Pierluigi Pellegrini la vittoria, attribuendogli il premio di 5.120.000 di lire di allora, in gettoni d'oro.
Pierluigi Pellegrini era già noto per un altro episodio ricordato da Marco Ranaldi in Lelio Luttazzi, Lo swing nell'anima (Stampa Alternativa, 2011): il 20 aprile 1954 la Rai lanciò Il motivo in maschera, il primo quiz Tv italiano. Partecipavano Julia De Palma, Renato Rascel e altri. I concorrenti, estratti dagli elenchi del telefono, dovevano indovinare un motivo riarrangiato da Lelio Luttazzi. Il gioco poteva durare anche parecchie settimane perché Luttazzi camuffava il pezzo in modo da renderlo irriconoscibile. Un giorno sul quotidiano Il Tirreno un lettore scrisse che aveva indovinato il motivo. Il giornale pubblicò la soluzione. La volta successiva accadde lo stesso, e ancora per settimane. La Rai dovette diffidare Il Tirreno, perché il gioco non riusciva a andare
avanti. Il lettore smise di scrivere. Era Pierluigi Pellegrini.
È stato consigliere comunale per il Comune di Livorno dal 1955 al 1956 (Sindaco: Nicola Badaloni detto Marco).
Autore di una pubblicazione sulla storia di Pian di San Bartolo (Fiesole, Firenze), dove ha vissuto gli ultimi anni, è morto, senza figli, a Firenze il 9 gennaio 2013.

## Gianfranco Pellegrini
Gianfranco Pellegrini (Livorno 1925 - Pisa 1977) è stato un musicista italiano di jazz.
Figlio di Paolo Pellegrini, rappresentò un'apertura nella pluricentenaria tradizione familiare dei Pellegrini - Vianesi, occupandosi di jazz da dilettante. Allievo del chitarrista livornese Ugo Cagnacci, fu pianista autodidatta e fece parte di quel circuito di musicisti che ha portato al “circolo livornese del Jazz” fondato nel 1946 nei locali del negozio di strumenti e dischi “Pietro Napoli”
, circolo esistente ancora oggi (presidente è stato a lungo Lauro Lubrano, 1930 - 2022, membro anche del Comitato UNESCO Jazz Day Livorno fondato da Andrea Pellegrini), poi chiamato circolo Duke e Quartetto Mori. Da bambino aveva cantato in un coro di voci bianche al teatro dei Padri Gesuiti a Livorno, in via del Platano, nell'operina per bambini di Alfredo Soffredini Tarcisio (circa 1935); dopo il 1945, in La Nemica di Niccolini e in L'antenato di Carlo Veneziani a Uliveto Terme (Pisa).

## I Pellegrini di oggi
Figli di Gianfranco Pellegrini:
Paola Pellegrini (Pisa 1962) esperta di didattica musicale, pianista diplomata presso l'allora Istituto Musicale Pareggiato P. Mascagni di Livorno, già titolare della cattedra di Propedeutica Musicale all'odierno Istituto superiore di studi musicali Pietro Mascagni di Livorno e oggi della cattedra di Pedagogia Musicale presso lo stesso Istituto, collabora con riviste l'Università di Firenze, fac. di Scienze della Formazione, e molte scuole pubbliche. Ha due figlie: Sarah e Giulia, giovane trombettista.
Andrea Pellegrini (Genova, 1963) è un pianista, compositore e insegnante di jazz italiano. Ha collaborato con musicisti europei, nordamericani e australiani di varie correnti legate al jazz e alla musica improvvisata ed è autore di varie pubblicazioni editoriali e discografiche. Vive a Livorno.
Nino Pellegrini (Livorno 1964) è un contrabbassista e insegnante di jazz italiano, sideman di jazzisti come Enrico Rava, Stefano Battaglia, Tino Tracanna, Paolo Fresu, Gerard Presencer, Marco Tamburini, Deborah Davis, Paul McCandless e moltissimi altri. Ha pubblicato circa 30 Cd. È padre di Emma Pellegrini, cantante e chitarrista.
Maria Carlotta Pellegrini (Livorno 1965), cantante, ha fatto parte, tra l'altro, del coro dell' Orchestra A. Toscanini di Parma con cui ha eseguito ad es. La traviata di Giuseppe Verdi con regia di Franco Zeffirelli e direzione di Plácido Domingo. Contralto nel Coro dell'Ist. P. Mascagni, ha partecipato alla prima esecuzione, il 9 sett. 1999 nella Chiesa di Santa Maria del Soccorso a Livorno, dell'inedito Alleluja mascagnano per due voci ed organo il cui manoscritto appartiene alla famiglia Pellegrini. Ha collaborato inoltre con il coro dell'Ist. P. Mascagni nell'allestimento (il primo in tempi moderni) della cantata In Filanda di P. Mascagni (Livorno, Teatro Goldoni 12.5.2006) interpretata per la prima volta nel 1881, 125 anni prima, da Enrichetta Pellegrini. Sposata con Stefano Agostini, flautista, già direttore del Conservatorio Pietro Mascagni e docente di flauto, è mamma di Giovanni Agostini, violoncellista.
Figli di Andrea Pellegrini:
Francesco Pellegrini (Livorno 1984), membro quindi della settima generazione dei Pellegrini - Vianesi partendo da Giuseppe Vianesi
,
è un chitarrista e autore di rock contemporaneo italiano, membro della rock band The Walrus
, della band Criminal Jokers con Francesco Motta (Motta) e Nada, collaboratore di Andrea Appino, Roberto Rondelli (Bobo) e degli Zen Circus, fra i Big al Festival di Sanremo 2019, fagottista classico e jazz

Chiara Pellegrini (Livorno 1988), attiva cantante Jazz già allieva di Ilaria Bellucci e Diana Torto diplomatasi al Conservatorio Prinz Claus di Groningen (Olanda). A lei ad esempio il chitarrista e compositore canadese William Beauvais ha dedicato il brano "Chiara's Window", parte della "Chelva Suite". Con il Trio Faya ha vinto il Creole Global Music Festival di Berlino 2019. Vive a Lisbona. Compagna del chitarrista, etnomusicologo e cantautore Andrea Musìo, è mamma di Ginevra Naira.
Marco Pellegrini (Cecina, Livorno, 2000), il figlio più giovane, si è laureato in Fisica all'università di Pisa nel luglio 2023; ha studiato violoncello e suona la chitarra e il basso elettrico.